# Atac de l'Iran contra Israel d'octubre de 2024
En l'Atac de l'Iran contra Israel de l'1 d'octubre de 2024, l'Iran va llançar més de 180 míssils balístics contra objectius a Israel en almenys dues onades, la major escalada durant l'actual conflicte entre l'Iran i Israel. L'atac amb míssils va ser batejat per l'Iran com a Operació Veritable Promesa 2 (persa: عملیات وعده صادق ۲). L'Operació Veritable Promesa 1 va ser un altre atac iranià a distància contra Israel del 13 d'abril de 2024.
L'atac va provocar que sonessin sirenes a tot el país i s'informés d'explosions en diverses àrees del país, incloses Jerusalem i Tel Aviv. Diversos impactes directes van aconseguir la base aèria de Nevatim al Nègueb. L'atac amb míssils va danyar diversos llocs, inclosa una escola a Gedera ubicada al costat d'una base aèria i un restaurant a Tel Aviv. Dos israelians van resultar lleument ferits, mentre que un palestí va morir per la caiguda de les restes d'un míssil iranià a Cisjordània.
Iran va dir que l'atac va ser en "defensa pròpia", i va citar la mort perpetrada per Israel del líder de Hamàs, Ismail Haniyeh, en sòl iranià, i les morts del líder de Hezbol·là Hassan Nasral·là i del general iranià Abbas Nilforushan. A principis d'any, a l'abril, Israel va atacar el consolat de l'Iran a Damasc, seguit per un atac de l'Iran a Israel, seguit per un atac en resposta d'Israel a l'Iran.

## Antecedents
El 13 d'abril de 2024, el Cos de la Guàrdia Revolucionària Islàmica (IRGC) va llançar atacs de represàlia contra Israel amb municions rondadores, míssils de creuer i míssils balístics. L'Iran va dir que era una represàlia per l'atac aeri israelià al consolat iranià a Damasc l'11 d'abril, que va matar disset persones, incloent dos generals iranians. Israel va respondre a l'atac de l'Iran del 13 d'abril, realitzant atacs contra l'Iran, el 18 d'abril de 2024.
El 31 de juliol de 2024, Ismail Haniyeh va morir mentre es trobava a Teheran amb motiu de la presa de possessió de Massud Pezeixkian com a president de l'Iran. La Guàrdia Revolucionària Iraniana va atribuir la mort a Israel i va anunciar que la venjaria.
En el context del front nord de l'operació Espases de Ferro, el 27 de setembre, Avions de combat de la Força Aèria Israeliana van bombardejar la caserna general de Hezbol·là al barri Dahiya de Beirut. L'objectiu de l'atac era el secretari general del grup terrorista Hezbol·là, Hassan Nasral·là, Ali Karaki, comandant de les forces al front sud, Abbas Nilforushan, comandant de la Guàrdia Revolucionària iraniana i al comandant de la unitat de míssils al sud del Líban, Mohammad Ali Ismail, responsable del llançament d'un míssil balístic cap al centre d'Israel el 25 de setembre, i al seu adjunt Hussein Ahmed Ismail juntament amb altres comandants i militants de Hezbol·là. També va ser abatut Ibrahim Muhammad Qabisi, cap de la Força de Míssils i Coets de Hezbol·là. Finalment, el 30 de setembre de 2024, l'exèrcit israelià va iniciar una ofensiva terrestre al Líban.

## Atac

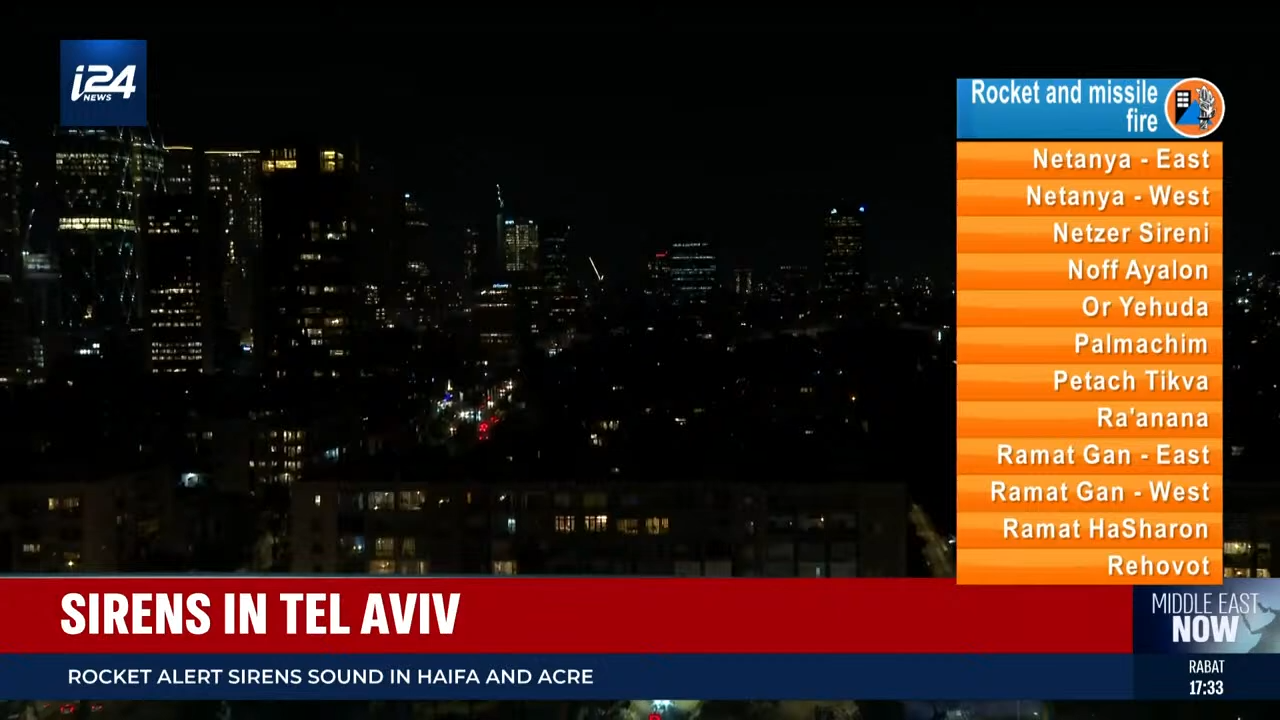
Alertes de televisió durant l'atac iranià d'octubre del 2024

L'1 d'octubre, El Pentàgon va informar que l'Iran tenia la intenció de llançar míssils balístics contra Israel. Uns minuts abans de tenir lloc l'atac, el Comandament del Front Intern va ordenar als residents del Districte Central, Jerusalem i Be'er Sheva que es dirigissin a les àrees protegides quan sonés la sirena i que romanguessin allà fins a nou avís, contràriament a les regulacions habituals que requereixen una estada d'uns 10 minuts a l'àrea protegida. Poc després de l'anunci, van sonar les sirenes a la regió de Sharon i Samaria sobre el llançament de coets des del Líban, que van ser interceptats pels sistemes de defensa aèria.
A les 19.31 hores va començar l'ofensiva amb l'activació d'alertes al Nèguev central. Quan va començar l'atac, les sirenes van sonar a centenars de comunitats de tot el país, incloent àrees com Mitzpe Ramon i Hadera, on es va activar l'alerta per primera vegada des de feia anys. L'atac va comportar el llançament d'uns 180 míssils balístics contra Israel, pel que sembla van ser míssils hipersònics del tipus Fattah, la majoria dels quals van ser interceptats, sense provocar greus danys personals. S'activaren un total de 1864 alertes durant l'atac.

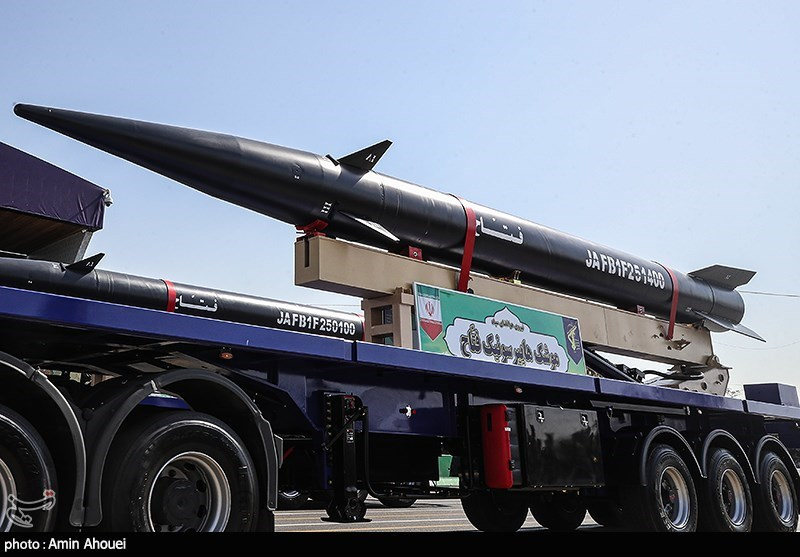
Un míssil Fattah en una desfilada militar iraniana el 2023.

Israel va informar que havia interceptat una "gran quantitat" de míssils sense parlar sobre el dany que va patir, mentre que el Pentàgon nord-americà va confirmar que la Marina dels Estats Units d'Amèrica va disparar al voltant d'una dotzena d'interceptors, amb l'ajuda de socis no especificats. Jordània també va declarar que les seves defenses aèries van interceptar diversos míssils i drones sobre el seu espai aeri. El primer ministre israelià, Binyamín Netanyahu, va declarar que l'Iran va cometre un "gran error" i va prometre que "pagarà" per això. Els Estats Units d'Amèrica van prometre "severes conseqüències" i es van comprometre a col·laborar amb Jerusalem per garantir que l'Iran pagui un preu per les seves accions. Iran ha amenaçat de dur a terme "atacs aclaparadors" si Israel respon.
Per primera vegada, el Comandament del Front Intern va utilitzar tecnologia de transmissió cel·lular per enviar alertes als residents.
Un resident palestí de Jericó va morir, i 2 israelians van resultar ferits per míssils que van caure al nord de Tel Aviv.
Durant l'atac, l'espai aeri israelià va ser tancat breument i dos avions d'Israel Airlines que tenien previst aterrar a l'Aeroport Internacional Ben Gurion van ser desviats per aterrar a l'aeroport Internacional de Larnaca.
Al cap d'aproximadament una hora en què es va donar l'ordre de romandre a les àrees protegides, al voltant de les 20.20 hores, el Comandament del Front Intern va informar als ciutadans del centre que era possible abandonar les àrees, i a les 20.40 hores al sud.

## Reaccions
En resposta a l'atac, Israel, l'Iraq i Jordània van tancar el seu espai aeri. Israel també va informar que el seu gabinet de seguretat es trobava en un búnquer a Jerusalem.

### Israel
Declaració del primer ministre, Binyamín Netanyahu : " L'Iran ha comès un greu error. I ho pagarà. El règim de Teheran no entén la nostra determinació de defensar-nos i fer pagar un preu alt als nostres enemics». El ministre de Finances d'Israel, Bezalel Smotrich, va comentar la situació afirmant : « L'Iran lamentarà aquest moment, com Hezbollah, l'Estat del Líban i Gaza».

### Iran
El Cap d'Estat Major de l'Iran, Mohammad Bagheri, va advertir que si Israel prengués represàlies sobre el seu territori, un bombardeig de míssils des de la República Islàmica de l'Iran " es repetiria amb més intensitat "i que, aquesta vegada," tota la infraestructura de l'estat seria l'objectiu ».

### Internacional
- Argentina: El govern condemna l'atac "perillós i injustificat" a Israel i reafirma que Israel té "dret a l'autodefensa".[21]
- Austràlia: El primer ministre Anthony Albanese condemna l'atac, qualificant-lo d'una "escalada perillosa".[22]
- Espanya:El primer ministre Pedro Sánchez condemna l'atac i demana que s'aturi "aquesta espiral de violència", alhora que demana un cop més un alto el foc a Gaza i al Líban.[23]

## Conseqüències
El 25 d'octubre de 2024, Israel va atacar l'Iran en diverses onades durant un període de tres hores amb desenes d'avions i drons. Els objectius foren les defenses aèries de l'Iran, instal·lacions de producció de míssils i drons, i instal·lacions de llançament.